# Minas de Corrales
Minas de Corrales ist eine Stadt im Norden Uruguays. Der Name leitet sich von den dortigen Viehgehegen (corral) und den historischen Goldbergwerken ab.

## Geographie
Die Stadt liegt auf dem Gebiet des Departamento Rivera in dessen Sektor 5.

## Geschichte
Die Goldlagerstätte San Gregorio wurde im Zeitraum von 1879 bis 1939 abgebaut. 1908 ging man vom oberflächlichen Tagebau zum Untertagebau über, wobei die Stollen eine Teufe von bis zu 80 Meter erreichten. Im Zeitraum von 1889 bis 1915 wurden etwa zwei Millionen Gramm Gold gefördert, jedoch arbeitete das Bergwerk, den wenigen erhaltenen Dokumenten zufolge, schon in der Zeit von 1911 bis 1914 mit enormen Verlusten. Weiteres Golderz wurde in Zapucay im Osten und Santa Ernestina im Westen, sowie in zahlreichen kleineren Ganglagerstätten in der Gegend gewonnen.
Zwölf Kilometer westlich von Minas de Corrales finden sich die Ruinen des ehemaligen Wasserkraftwerkes Cuñapirú, die erste Anlage dieser Art in Südamerika überhaupt. Sie lieferte die elektrische Energie für den Bergbau und Aufbereitungsanlagen. Das Erz wurde über eine einzigartige „Luftbahn“ (aerocarril) transportiert, die für ihre Zeit sehr modern war. Allerdings hat die aufwendige Technik, sowie die geringe Effizienz des Wasserkraftwerkes wohl zum ökonomischen Niedergang des Bergbaus mit beigetragen.
Am 9. November 1920 wurde Minas de Corrales durch das Gesetz Nr.7.299 in die Kategorie „Pueblo“ eingestuft.

## Wirtschaft
1996 wurde mithilfe kanadischer, US-amerikanischer und australischer Geldgeber an den einst im wirtschaftlichen Fiasko endenden Goldrausch angeknüpft. Seither findet wieder Tagebau zur Goldgewinnung statt. Dies führte zur Neuschaffung von rund 200 Arbeitsplätzen in diesem Sektor. Viele der Arbeiter sind Pendler aus Vichadero und Tranqueras. Im Bergwerk arbeiten auch etliche in- und ausländische Fachleute. Die Überreste der Anlagen in Cuñapirú stellen heute ein wichtiges Ziel für den lokalen Tourismus dar.
Das Gold ist an Quarzgänge unterschiedlicher Mächtigkeit gebunden (bis zu 30 Meter in San Gregorio, in granitischem Nebengestein, bis zu 10 Meter in Zapucay, in Grünschiefer). Gelegentlich wird das Gold auch von etwas Pyrit, Chalkopyrit und Galenit begleitet.

## Infrastruktur
Infolge des Bergbaus verfügt Minas de Corrales um eine vergleichsweise gute Infrastruktur, verglichen mit anderen Ortschaften im Departamento de Rivera. Durch die Stadt verläuft die Ruta 29, auf die im Stadtgebiet aus nördlicher Richtung die Ruta 28 trifft.

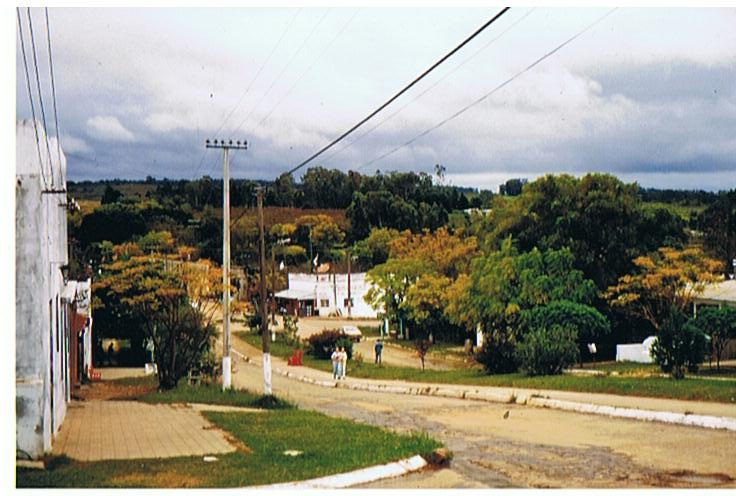
Minas de Corrales, Hauptstraße (Ruta 29)
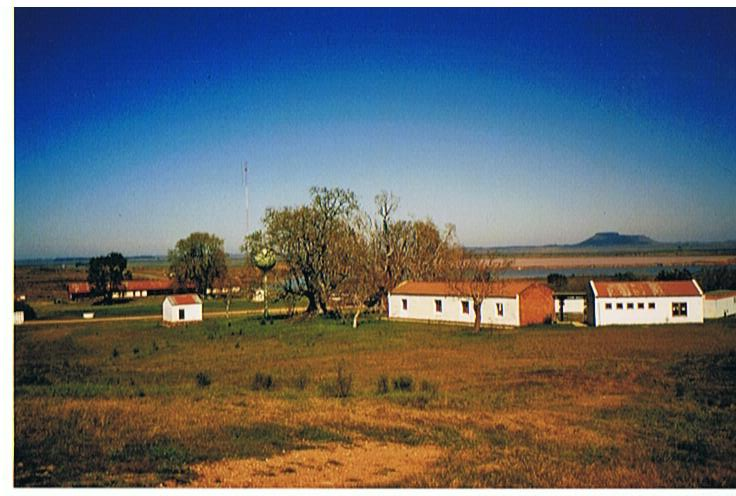
Goldbergwerk San Gregorio, Verwaltungsgebäude
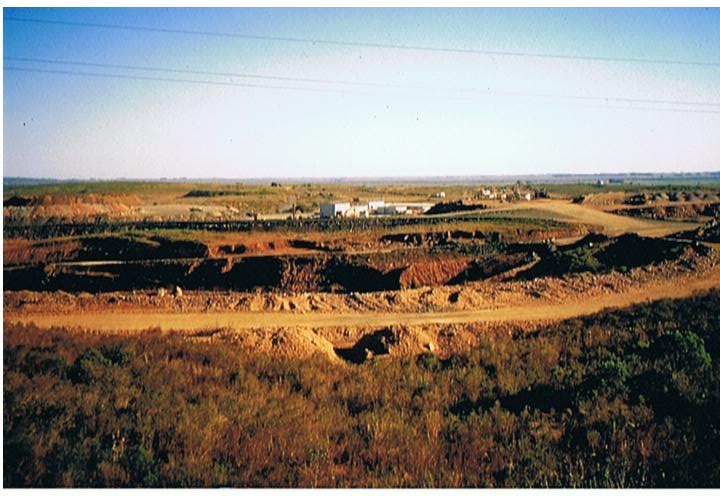
San Gregorio, Tagebau

## Einwohner und Demografische Entwicklung
Die Einwohnerzahl beträgt 3.788, davon 1.947 männliche und 1.841 weibliche Einwohner. (Stand: 2011)
| Jahr | Einwohner |
| ---- | --------- |
| 1963 | -         |
| 1975 | 1.377     |
| 1985 | 2.426     |
| 1996 | 2.938     |
| 2004 | 3.444     |
| 2011 | 3.788     |

Quelle: Instituto Nacional de Estadística de Uruguay

## Stadtverwaltung
Bürgermeister (Alcalde) von Minas de Corrales ist Jesus Cuadro da Rosa.